# Танціо да Варалло

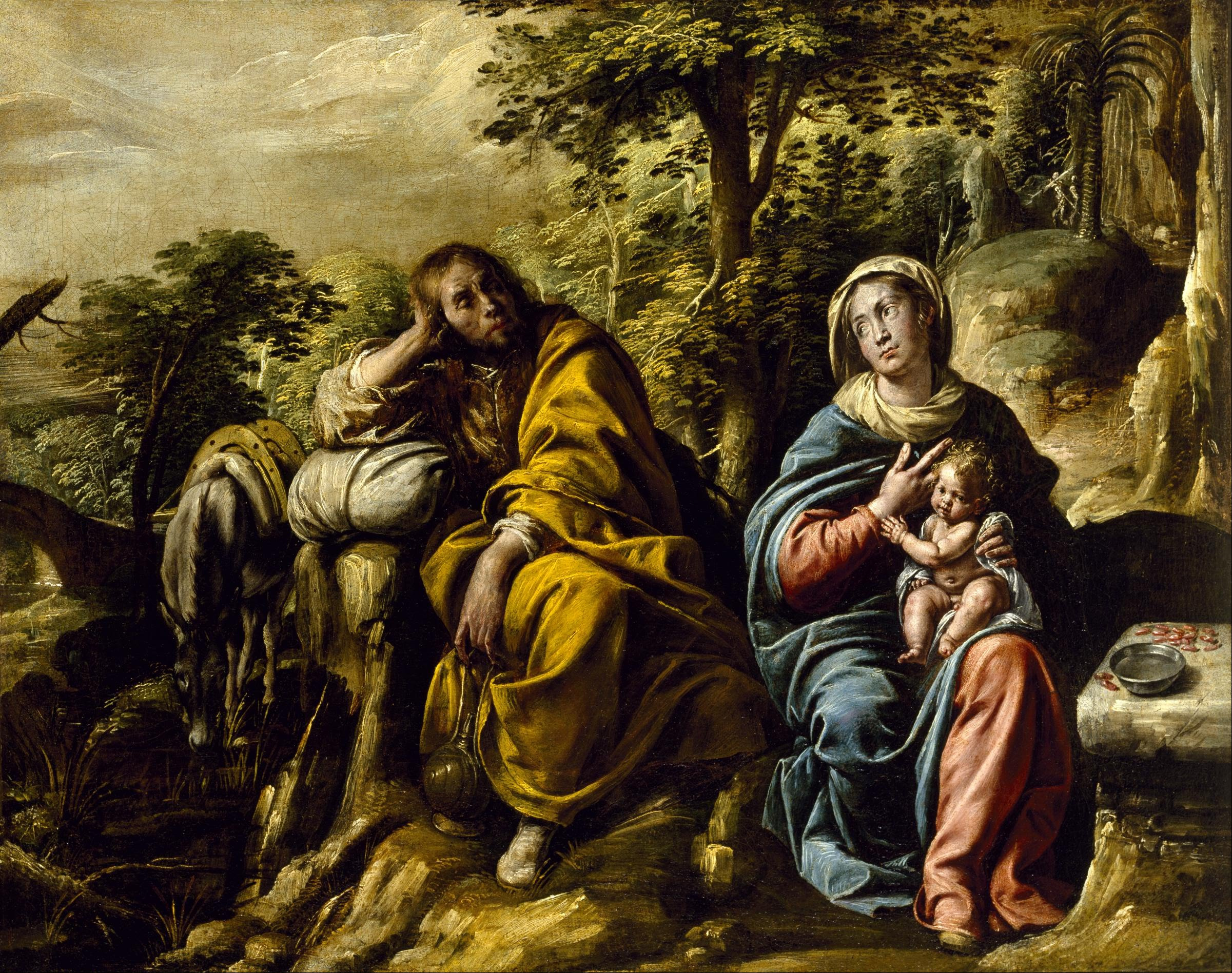
«Відпочинок на шляху до Єгипту», бл. 1625—30, Музей образотворчих мистецтв, Х'юстон

Та́нціо да Вара́лло (італ. Tanzio da Varallo), справжнє ім'я Анто́ніо д'Енрі́ко (італ. Antonio d'Enrico; бл. 1575, Аланья, Верчеллі—1633, Варалло, там само) — італійський живописець.

## Біографія
Справжнє ім'я — Антоніо д'Енріко. Народився у маленькому містечку Аланья в Альпійській долині в родині скульптора. В 1586 році помер його батько, і Танціо переїхав у Варалло, де на той час працювали його старші брати: Джованні і Мельхіор. Під керівництвом останнього юнак оволодів основами живопису, перейнявши його маньєристську манеру. У 1600 році Варалло перебрався в Рим, де зазнав значного впливу живописної манери Караваджо і його послідовників: Ораціо Джентілескі, Джованні Бальйоне і Ораціо Борджанні.
Художник мав репутацію майстерного і яскравого живописця. Він багато подорожував, працював у Неаполі, Венеції, Мілані, Варалло, Відні. Є свідчення, що в Ломбардії і П'ємонті він мав учнів, однак імена їхні невідомі.
Полотна Варалло сповнені експресії. Чудово змальовані фігури, що зображені у складних ракурсах і вміло декоровані енергійними складками, показують прекрасне володіння формою і об'ємом і знаменують перехід від маньєризму до бароко.
Художник помер у Варалло в 1633 році.

## Чотири портрети роботи Танціо да Варалло

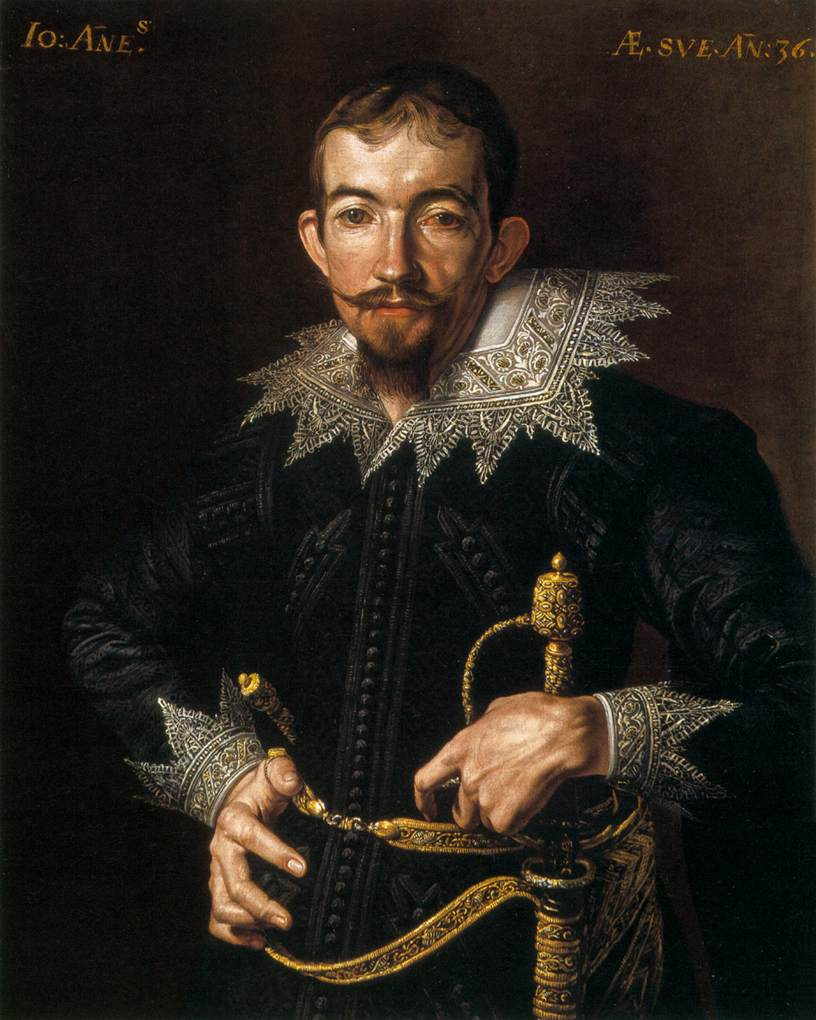
Танціо да Варалло. «Невідомий з мечем», бл. 1615 р., приватна збірка
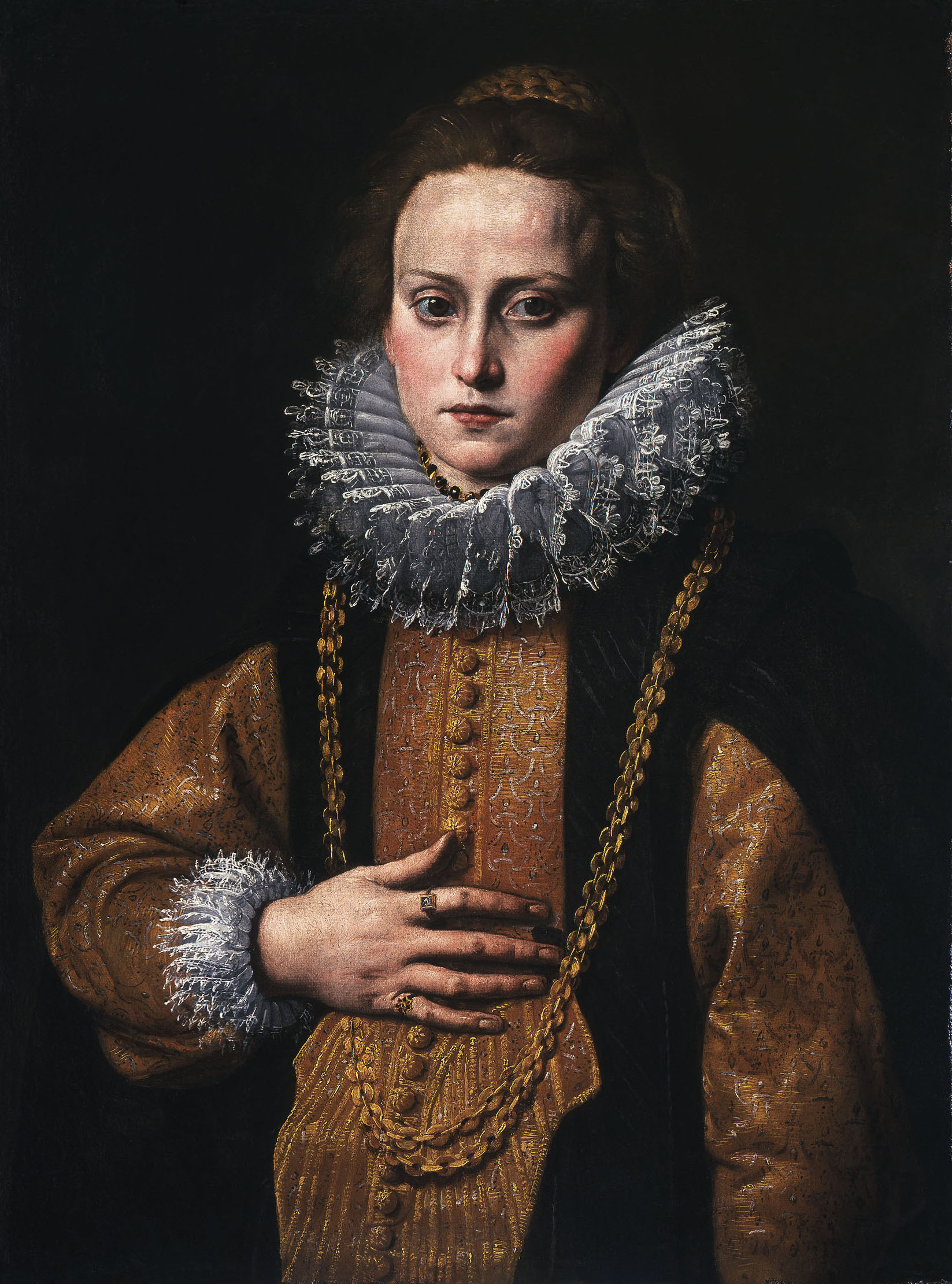
Танціо да Варалло. «Шляхетна невідома», бл. 1618 р., Пінакотека Брера, Мілан
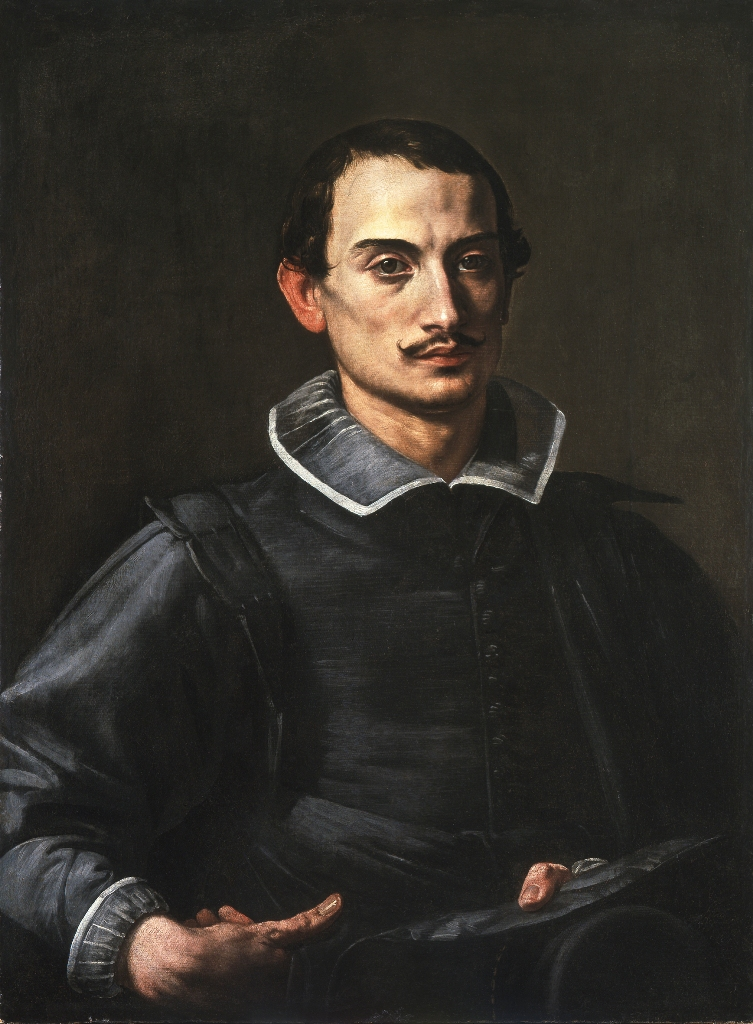
Танціо да Варалло. « Невідомий з капелюхом у руці», бл. 1620 р., Пінакотека Брера, Мілан
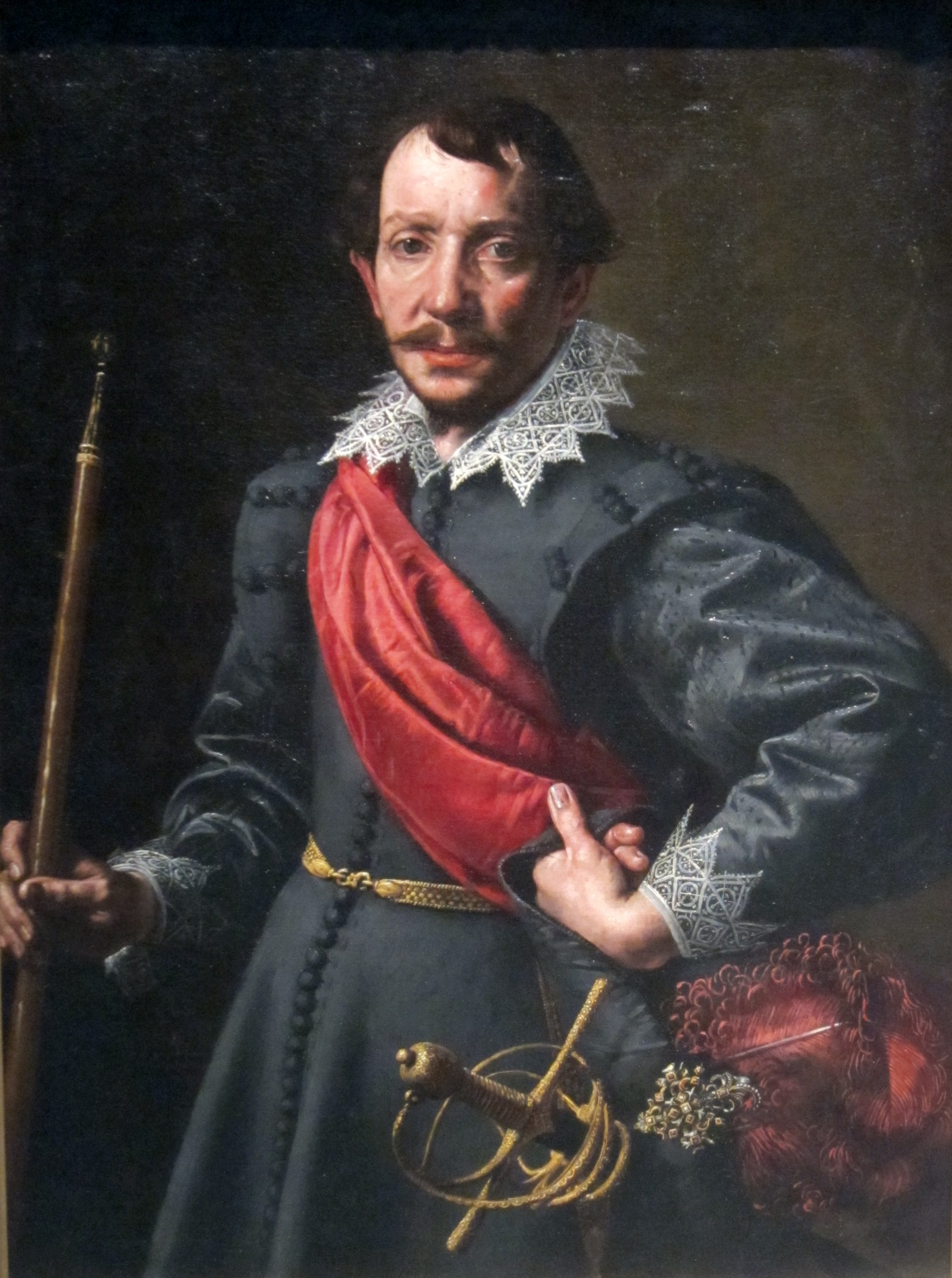
Танціо да Варалло. « Невідомий офіцер », бл. 1620 р., Клівлендський музей мистецтв, США.

## Обрані твори (галерея)

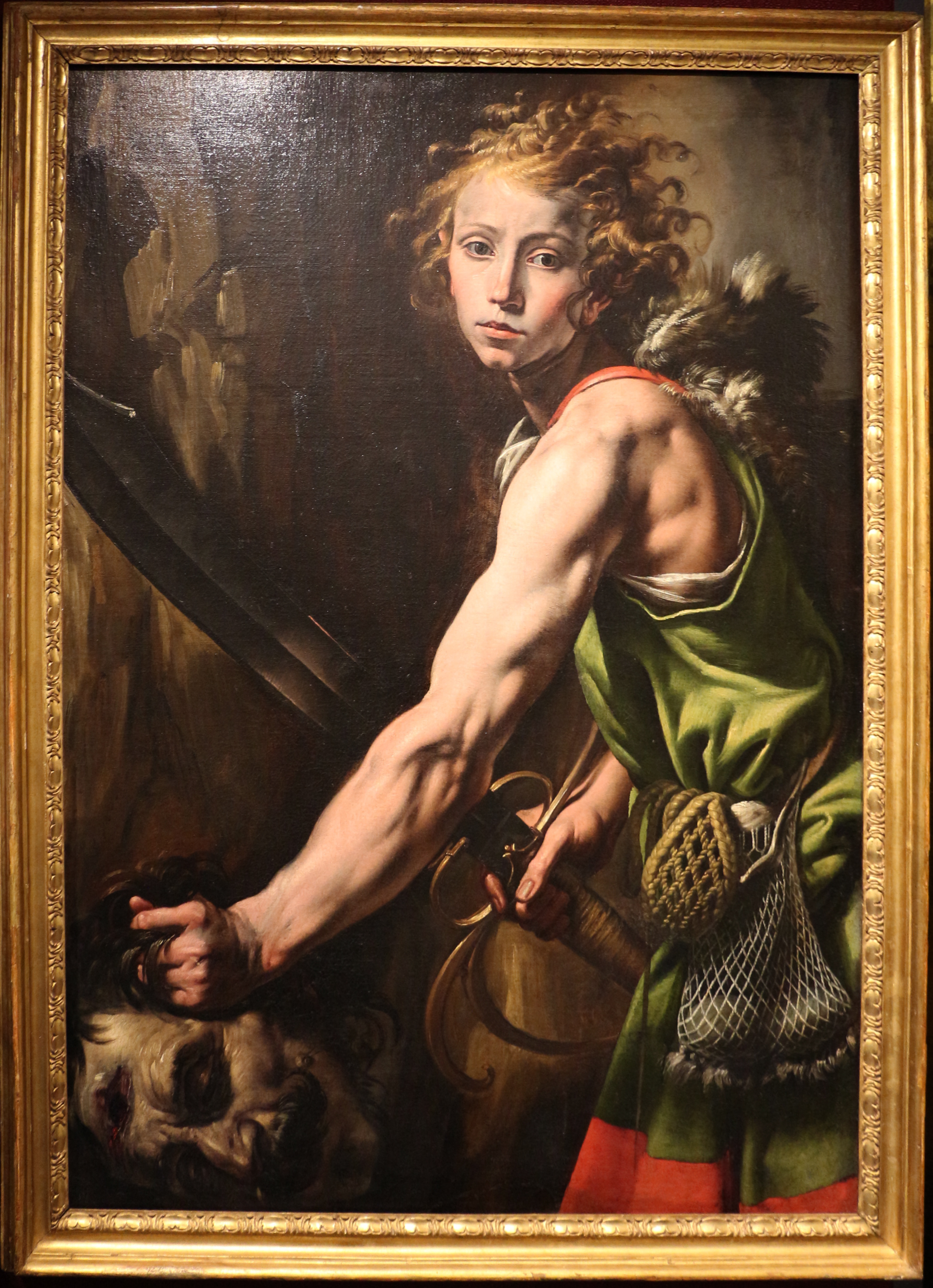
Танціо да Варалло. «Давид з головою Голіафа», виставка «Скарби Італії», 2015 р.

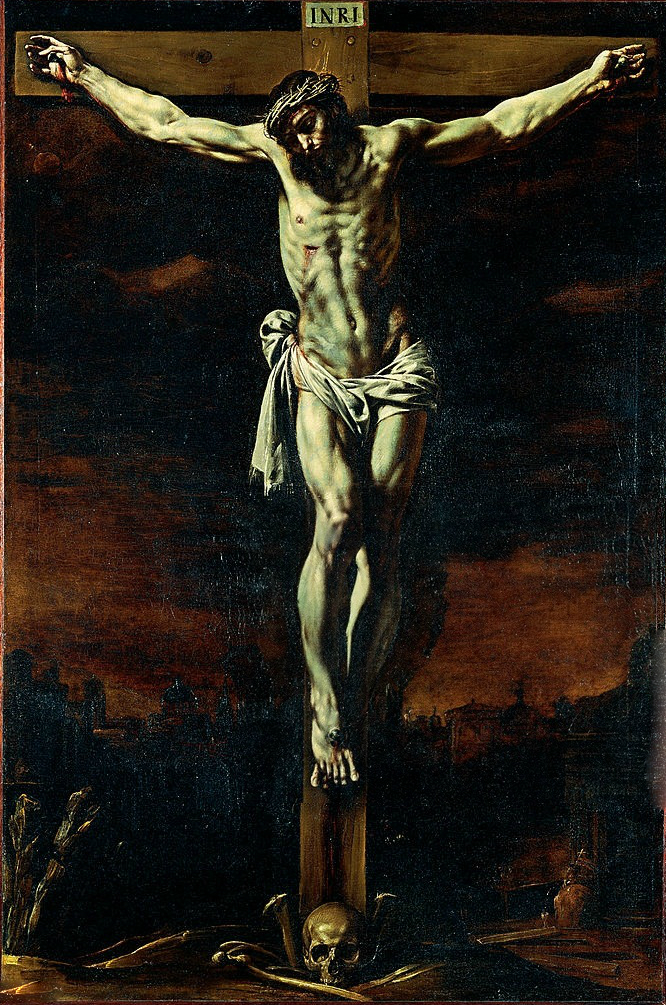
Танціо да Варалло. «Розп'яття іспанського типу», приходська церква апостолів Петра і Павла у Геренцано, Варезе, Італія
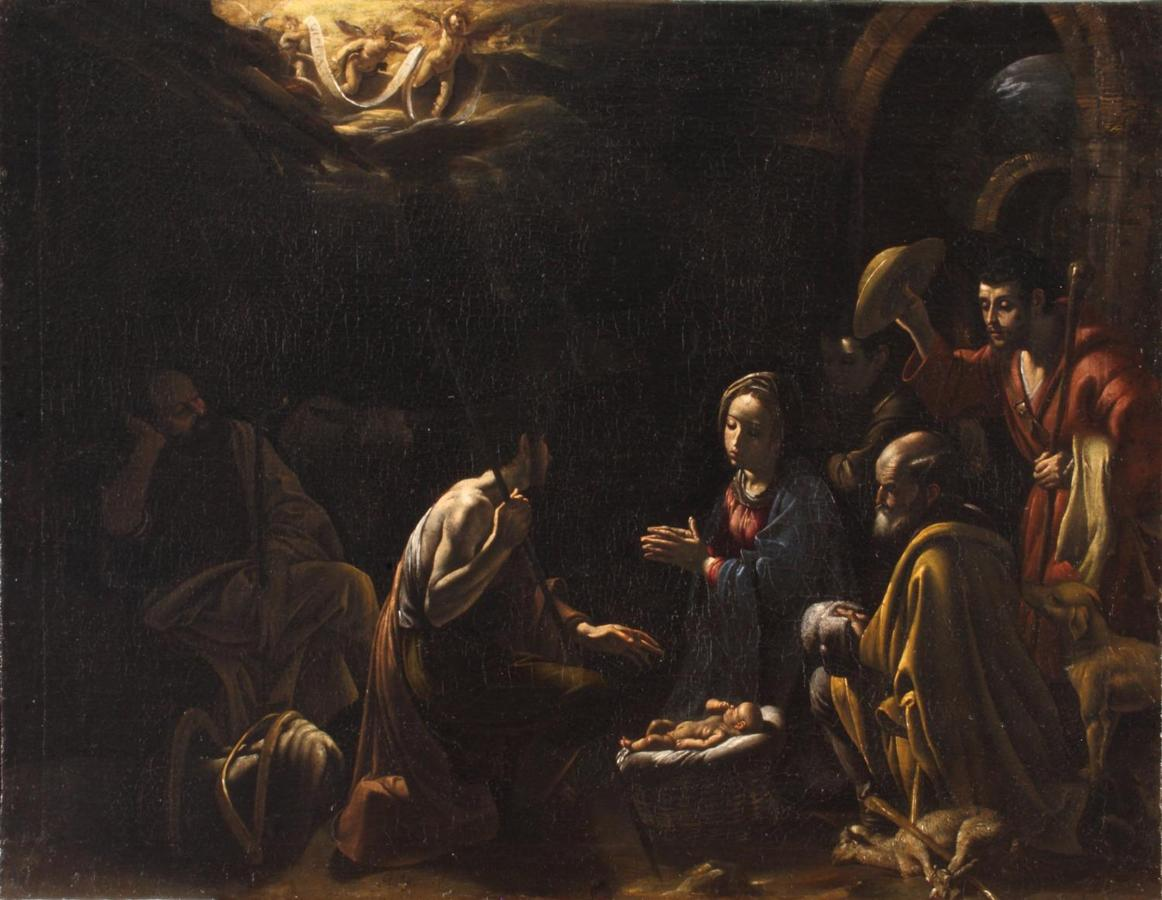
Танціо да Варалло. «Благовістя пастухам», бл. 1620 р., приватна збірка
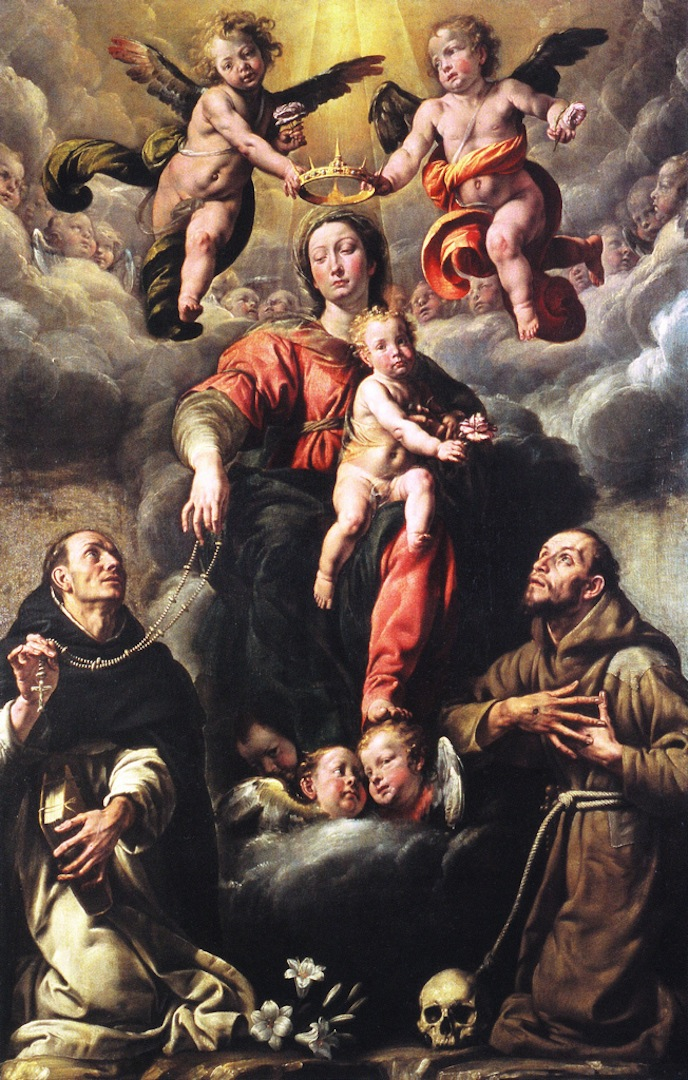
Танціо да Варалло. Мадонна з немовлям і св. Домініко та Франциском Ассізьким
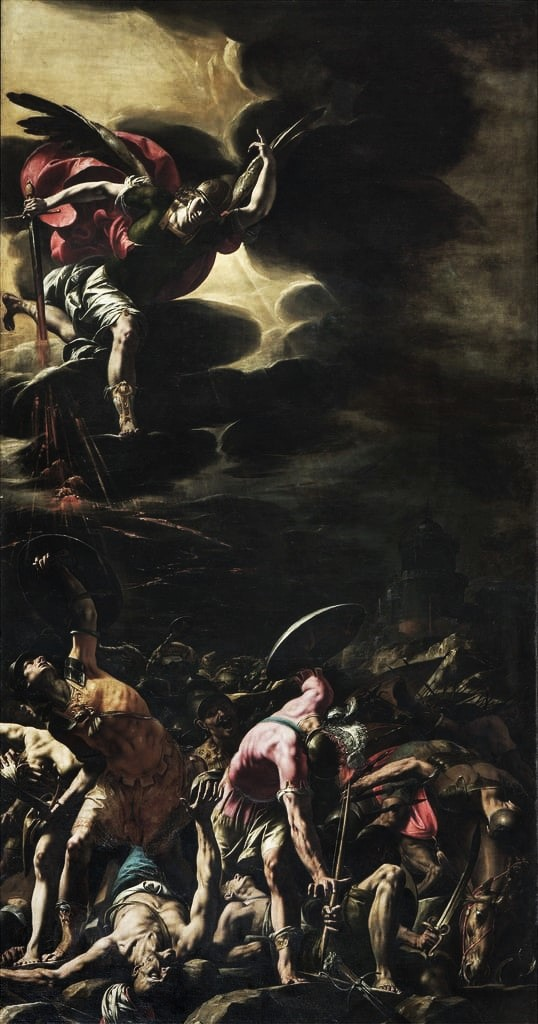
Танціо да Варалло. «Саннахеріб зазає поразки від небесного янгола», бл. 1630 р., базиліка ді Сан Гауденціо, Новара
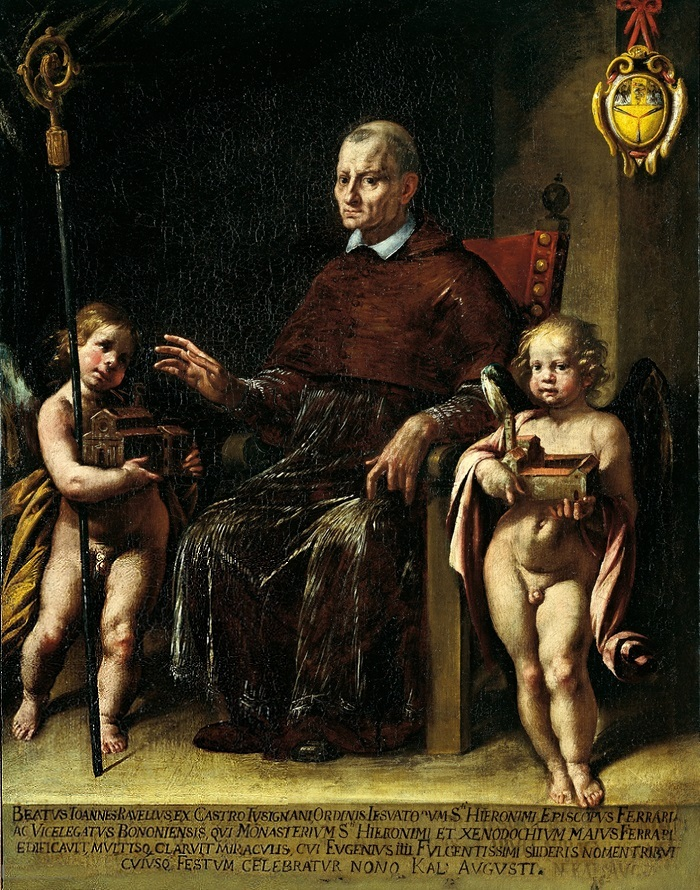
Танціо да Варалло. «Блаженний Джованні Тавеллі да Тоссіньяно», бл. 1632 р., Міська галерея, Варалло

## Література і джерела

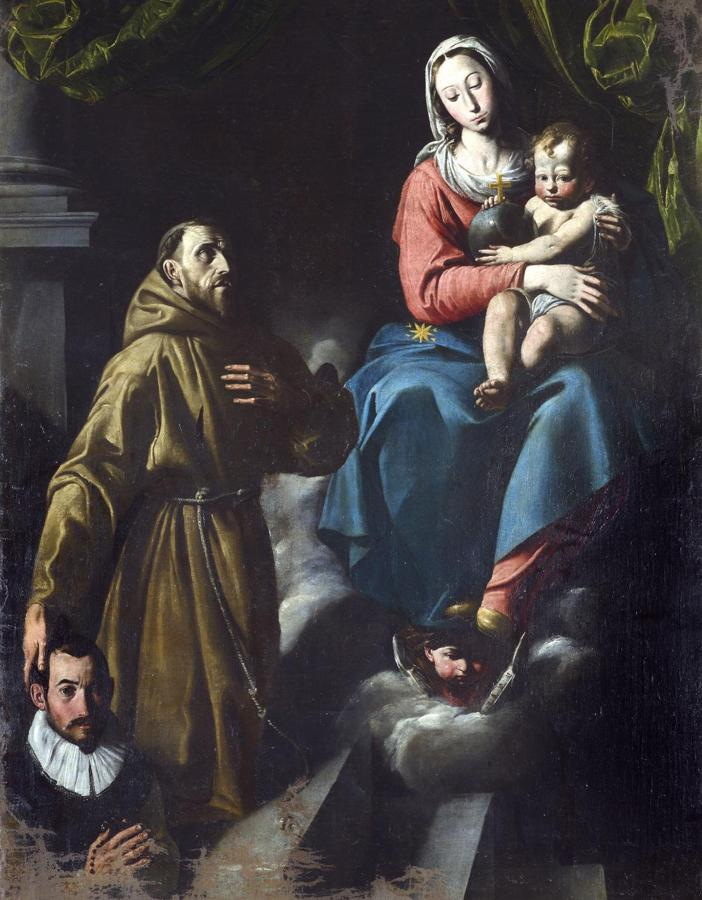
Танціо да Варалло. « Мадонна з немовлям, св. Франциском і донатором», бл. 1615 р.